# فرانسواز لابورد
فرانسواز لابورد (بالفرنسية: Françoise Laborde)‏ هي مذيعة أخبار وصحفية فرنسية، ولدت في 1 مايو 1953 في بوردو في فرنسا.